# Комарицкое (Белопольский район)
Комарицкое (укр. Комарицьке) — село,
Толстянский сельский совет,
Белопольский район,
Сумская область,
Украина.
Код КОАТУУ — 5920688903. Население по переписи 2001 года составляло 256 человек .

## Географическое положение
Село Комарицкое находится в урочаще Грузское у истоков реки Бобрик.
На расстоянии до 2-х км расположены сёла Александровка и Толстая.

## Экономика
- Молочно-товарная ферма.

## Объекты социальной сферы
- Клуб.